# بوب شامبرز
بوب شامبرز (بالإنجليزية: Bob Chambers)‏ هو مدرب رياضي أمريكي، ولد في 16 نوفمبر 1926 في مقاطعة سانتا كلارا في الولايات المتحدة، وتوفي في 6 نوفمبر 2010 في سان بدروس ‏ في الولايات المتحدة.

## وصلات خارجية
- بوب شامبرز على موقع أوليمبيديا (الإنجليزية)